# ایوان رابرتز
ایوان رابرتز (انگلیسی: Iwan Roberts؛ زادهٔ ۲۶ ژوئن ۱۹۶۸) بازیکن فوتبال اهل ولز است. او به عنوان مهاجم برای چندین باشگاه از جمله هادرسفیلد تاون، لستر سیتی، نوریچ سیتی و تیم ملی ولز بازی کرده‌است. ایوان رابرتز در ۲۶ ژوئن ۱۹۶۸ در بانگور، ولز به دنیا آمد. او قبل از انتقال به واتفورد در سال ۱۹۸۷ کار خود را در بنگر سیتی آغاز کرد. سپس برای هادرزفیلد تاون، لسترسیتی و ولورهمپتون واندررز بازی کرد و سپس در سال ۱۹۹۷ به موفق‌ترین باشگاهش، نوریچ سیتی، پیوست.
رابرتز بیشتر به خاطر حضور در نوریچ سیتی شهرت دارد، جایی که در ۳۰۶ بازی ۹۶ گل به ثمر رساند. او به باشگاه کمک کرد تا دو بار به لیگ برتر صعود کند و در طول دوران حضورش در لیگ برتر، بازیکن کلیدی بود. رابرتز همچنین بازیکن ثابت تیم ملی ولز بود و ۱۵ بازی ملی انجام داد و ۴ گل به ثمر رساند.
رابرتز پس از بازنشستگی از فوتبال حرفه‌ای در سال ۲۰۰۵، یک کارشناس فوتبال و مفسر رادیو بی‌بی‌سی ولز شد. او همچنین به عنوان مربی تیم جوانان در بنگر سیتی کار کرده‌است.
به‌طور کلی، ایوان رابرتز به عنوان یکی از بهترین فوتبالیست‌های ولزی نسل خود و یک اسطوره در نورویچ سیتی در نظر گرفته می‌شود.
از باشگاه‌هایی که در آن بازی کرده‌است می‌توان به باشگاه فوتبال ولورهمپتون واندررز، باشگاه فوتبال لستر سیتی، باشگاه فوتبال هادرزفیلد تاون، باشگاه فوتبال گیلینگام، باشگاه فوتبال نوریچ سیتی، باشگاه فوتبال کمبریج یونایتد، و باشگاه فوتبال واتفورد اشاره کرد.